# Ophiographa postmarginata
Ophiographa postmarginata är en fjärilsart som beskrevs av Louis Beethoven Prout 1913. Ophiographa postmarginata ingår i släktet Ophiographa och familjen mätare. Inga underarter finns listade i Catalogue of Life.